# Les Raboses
El yacimiento de Les Raboses se encuentra en la montaña con el mismo nombre, situada en el término municipal de Albalat dels Tarongers (Bajo Palancia). Dicho yacimiento está encuadrado cronológicamente en la Edad del Bronce. 

## Historiografía
El yacimiento se da a conocer gracias a los trabajos de prospección llevados a cabo, en la década de 1940, por Andrés Monzó Nogués. Los materiales encontrados en estas prospecciones se encuentran actualmente en el S.I.P. de Valencia. Habrá que esperar a 1987-89, para que Eva Ripollés Adelantado, prospectara primero y después excavara en Les Raboses.

## Situación y entorno
El Camp de Morvedre, alberga el yacimiento de Les Raboses. Su situación en altura es característica de la Edad del Bronce. Su entorno es montañoso y además encuadra la cuenca del río Palancia, que ha servido de eje de comunicaciones entre el interior y la costa desde tiempos remotos. Está delimitado por el macizo del Garbí al oeste y por los montes de Sant Esperit al este. Sus litologías están formadas por materiales calizos y por areniscas rojas (que son dominantes). La morfología de la cima en la que se encuentra es típica de la zona, con una vertiente cortada a pico (ladera sureste), mientras que la vertiente vertiente opuesta tiene una inflexión suave en dirección al río (ladera norte y oeste). La cima es alargada, y el yacimiento está muy próximo al Barranco de Segart, que supone un paso natural entre el Valle del Turia y el del Palancia.
Geomorfológicamente pertenece al dominio estructural del Sistema Ibérico. El paisaje se caracteriza por un relieve abrupto, con alturas inferiores a 600 m s. n. m., por lo que corresponde a un entorno de media montaña. La transición de este medio a las cercanas llanuras litorales, es realizada a través de unos breves piedemontes. El río Palancia es el auténtico eje estructural de la región. Su régimen pluvial es irregular, con grandes oscilaciones entre los meses de verano e invierno.

## Climatología y Vegetación
Las características orográficas dan lugar a microclimas diferenciados: termomediterráneo para las llanuras, mesomediterráneo para las umbrías y montañas, con más precipitaciones. Durante el Subboreal la humedad fue superior a la que hay en la actualidad, por lo que las especies características de un piso termomediterráneo/mesomediterráneo (Quercus faginea, Pinus sylvestris, Quercus suber), crecen a menor altitud debido a ello. 

## Cronología
El inicio de la ocupación del yacimiento de Les Raboses se situaría en algún momento del Bronce Antiguo y Medio, y se puede asegurar que no alcanzaría el Bronce Final. El único yacimiento de la zona que continuaría en el Bronce Final es el del Pic dels Corbs (Sagunto). Este hecho, similar al de la zona próxima de las serranías turolenses, ha permitido inferir a algunos autores, la concentración de la población en unos cuantos yacimientos de mayores dimensiones

## Interpretación
La extensión excavada en Les Raboses es de unos 90 m². El potencial del yacimiento es grande y se estima que su superficie puede ser de 2500 m². El espacio disponible fue modificado mediante estructuras constructivas, sobre la base de cuatro muros de aterrazamiento, que crearían espacios utilizados para la construcción de habitaciones y zonas de paso o acceso. La plataforma superior del yacimiento fue ocupada por estructuras de habitación, que usan como pared la cara interna del primer muro de aterrazamiento. La zona más baja estaría constituida por una estructura maciza de planta trapezoidal, con una posible función de control o defensa. Los materiales empleados en la construcción son losas de rodeno local, bloques de caliza de la misma cima, tierras, arcillas y elementos vegetales de cubrición, que han quedado reflejados en las improntas.
En algunos yacimientos próximos de la Edad del Bronce, como el Puntal de Cambra (Villar del Arzobispo), la Lloma de Betxí (Paterna), Muntanya Assolada (Alzira) o la Mola de Agres, se observa la presencia de importantes construcciones que requieren un ingente esfuerzo colectivo, por lo que se puede intuir la existencia de ciertos elementos jerárquicos que articulen estos esfuerzos.